# Juan Carlos Pastor

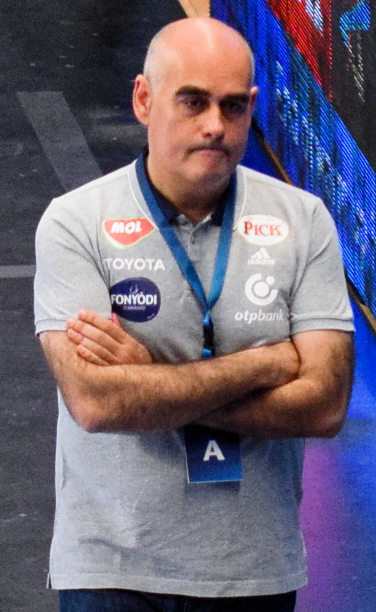
Juan Carlos Pastor, 2017.

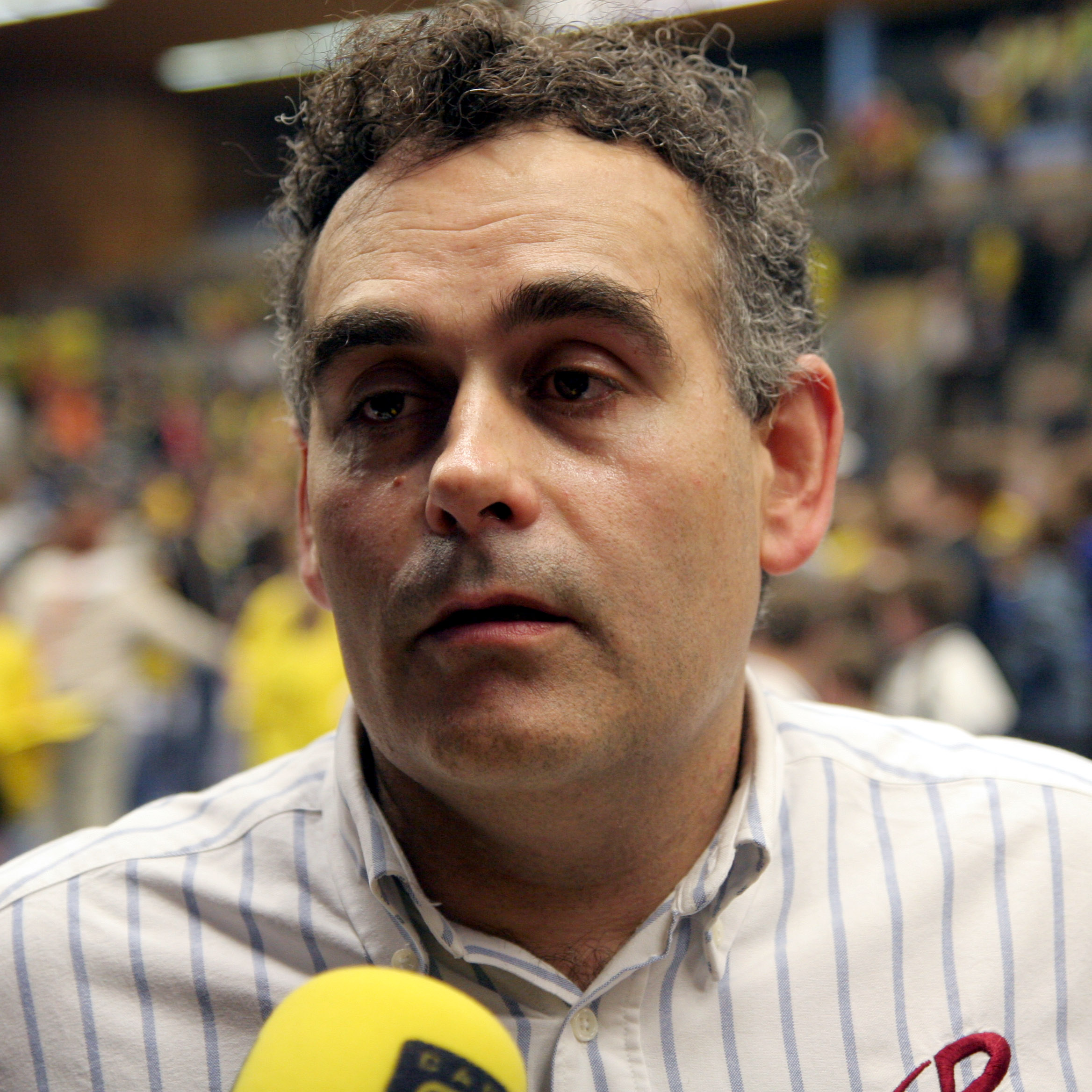
Juan Carlos Pastor, 2008.

Juan Carlos Pastor, född 18 maj 1968 i Valladolid, är en spansk handbollstränare. Han var tränare för BM Valladolid i Liga Asobal från 1995 till 2013 och var även förbundskapten för Spaniens herrlandslag i handboll 2004 till 2008. Mellan 2013 och 2023 var han tränare för ungerska SC Pick Szeged. Från 2023 är han förbundskapten för Egyptens herrlandslag.

## Tränaruppdrag
- BM Valladolid (1995–2013)
- Spaniens herrlandslag (2004–2008)
- SC Pick Szeged (2013–2023)
- Egyptens herrlandslag (2023–)

## Meriter i urval

### Klubblagsmeriter
- Cupvinnarcupmästare 2009 med BM Valladolid
- EHF-cupmästare 2014 med SC Pick Szeged
- Copa del Rey-mästare två gånger (2005 och 2006) med BM Valladolid
- Ungersk mästare 2018 med SC Pick Szeged

### Landslagsmeriter
- VM-guld 2005 i Tunisien
- EM-silver 2006 i Schweiz
- OS-brons 2008 i Peking